# Hričovské Podhradie
Hričovské Podhradie és un poble i municipi d'Eslovàquia que es troba a la regió de Žilina, al centre-nord del país.

## Història
La primera menció escrita de la vila es remunta al 1265.

## Demografia
| Godina             | 1994 | 2004   | 2014   | 2024   |
| ------------------ | ---- | ------ | ------ | ------ |
| Nombre de persones | 349  | 379    | 364    | 343    |
| Diferència         |      | +8,59% | −3,95% | −5,76% |

| Godina             | 2023 | 2024 |
| ------------------ | ---- | ---- |
| Nombre de persones | 343  | 343  |
| Diferència         |      | +0%  |